# Strychnos potatorum
Strychnos potatorum är en tvåhjärtbladig växtart som beskrevs av Carl von Linné d.y.. Strychnos potatorum ingår i släktet Strychnos och familjen Loganiaceae. Inga underarter finns listade i Catalogue of Life.